# Liaoningosaurus
Liaoningosaurus ist eine Gattung der Vogelbeckensaurier (Ornithischia) aus der Gruppe der Ankylosauria.

## Merkmale
Von Liaoningosaurus wurden zwei komplette Skelette gefunden. Der Holotyp, ein Jungtier, ist nur 34 Zentimeter lang. Wie alle Ankylosauria war er ein vierfüßiger Dinosaurier, dessen Oberseite mit einer Panzerung aus Knochenplatten bedeckt war, im Schulterbereich waren kleine, knöcherne Stacheln vorhanden. In einigen Merkmalen unterscheidet sich Liaoningosaurus jedoch deutlich von allen anderen Vertretern dieser Gruppe. So war auch sein Bauch mit großen, flachen Knochenplatten bedeckt, die Füße trugen lange, klauenähnliche Zehen, wobei die Hinterfüße doppelt so groß waren wie die Vorderfüße. Einzigartig im Bau des Schädels war außerdem eine Öffnung im Unterkiefer sowie die vergleichsweise riesigen Zähne. 
Im zweiten Skelett fand man Fischgräten, die sich nach Meinung der Wissenschaftler im Magen oder Darm des Exemplars befanden. Dies ist der erste Nachweis, dass sich ein Vogelbeckensaurier carnivor oder als Allesfresser ernährte. Die Backenzähne waren, angepasst an diese Ernährung, lang und ihre Kronen gabelartig. Weiter wird vermutet, dass die Tiere aquatisch lebten. Darauf deutet sowohl die Panzerung des Bauches – so waren die Tiere bei einem Angriff von unten geschützt – als auch die langen Krallen an Vorder- und Hinterfüßen hin. Auch heute lebende Süßwasserschildkröten besitzen lange Krallen an ihren Füßen.

## Entdeckung und Benennung
Die fossilen Überreste von Liaoningosaurus wurden in der Yixian-Formation in der chinesischen Provinz Liaoning entdeckt und 2001 von Xing Xu, Xiao-Lin Wang und Hai-Lu You erstbeschrieben. Einzig bekannte Art und damit Typusart ist L. paradoxus. Der Gattungsname spiegelt den Fundort wider, das Artepitheton paradoxus ist eine Anspielung auf die unter den Ankylosauriern einzigartigen Merkmale. Die Funde werden in die untere Kreidezeit (frühes Aptium) auf ein Alter von 126 bis 123 Millionen Jahren datiert.

## Systematik
Von seinen Erstbeschreibern wurde Liaoningosaurus innerhalb der Ankylosauria in die Gruppe der Nodosauridae eingeordnet. Er weist jedoch auch einige Merkmale auf, die auf eine Zugehörigkeit zu den Ankylosauridae, der zweiten Gruppe der Ankylosauria, hinweisen. M. Vickaryous et al. (2004) führen ihn deshalb als „Ankylosauria incertae sedis“.